# Білл Скашгорд
Білл Іштван Гюнтер Скашгорд (швед. Bill Istvan Günther Skarsgård, швед. вимова: [ˈskɑːʂɡoːɖ], нар. 9 серпня 1990) — шведський актор, найбільш відомий за роллю Романа Годфрі у телесеріалі «Гемлокова Штольня», а також клоуна Пеннівайза в екранізації роману Стівена Кінга «Воно». Інші його відомі ролі — «У космосі почуттів не буває» (2010), «Анна Кареніна» (2012), «Аллегіант» (2016) та «Атомна блондинка» (2017).

## Біографія
Народився 9 серпня 1990 року в передмісті Стокгольма під назвою Веллінгбю, в родині відомого актора Стеллана Скашгорда та його першої дружини Май Скашгорд. Його братами є такі відомі актори, як Александер Скашгорд, Ґустаф Скашгорд, а також Сем, Ей, Вальтер та зведені брати Осіан та Кольбейн по лінії батька.
Дитинство хлопчика пройшло в постійних роз'їздах. Батько багато знімався і брав синів з собою. У 12 років Білл провів три місяці в Камбоджі, потім жив в Мексиці. Різноманіття культур і різних життєвих ситуацій, осягнених під час подорожей, навчило Білла цінувати суспільство і природу, бути більш організованим і акуратним.
У 2011 був номінований на шведську премію «Золотий Жук» за роль Сімона у стрічці «У космосі почуттів не буває».

## Кар'єра
Свою першу роль в кіно Білл отримав ще дитиною — він з'явився у шведському трилері «Järngänget» (2000). У фільмі також знявся його старший на 15 років брат Александер Скашгорд, зараз добре відомий глядачеві за фільмом «Тарзан. Легенда» і серіалу «Покоління вбивць».
До свого 18-річчя Білл встиг знятися ще в декількох картинах — двох шведських короткометражних фільмах і мінісеріалі «Pappa polis».
У 2008 році Білл попрацював на одному знімальному майданчику пригодницького фільму «Арн: Об'єднане королівство» зі своїм батьком і братом Ґустафом. Цю роль другорядного персонажа Еріка Скашгорда повторив в мінісеріалі «Арн: Лицар-тамплієр», який вийшов у 2010 році.
У 2010 році також відбулася прем'єра двох повнометражних шведських фільмів, в яких Білл зіграв головну роль: драма «За блакитними небесами» (про непростий повороті в життя підлітка) і романтична комедія «У космосі почуттів не буває».
У 2011 році Біллу пощастило попрацювати з відомої шведської актрисою Алісією Вікандер на зйомках драми «Королівські коштовності», в якій Скашгорду знову дали головну роль.
У 2012 році Скашгорд виграв нагороду «Shooting Stars Award», яка щорічно вручається десятьом молодим європейським акторам в рамках Берлінського кінофестивалю.
У британській екранізації роману Льва Толстого «Анна Кареніна» роль Махотіна — офіцера, з яким Вронський (актор Аарон Тейлор-Джонсон) змагався в перегонах, стала першою роллю Білла в іноземному фільмі.
Після цього Скашгорда стали запрошувати й інші європейські й американські режисери. Велику популярність Біллу принесла роль в американському серіалі-фільмі жахів «Гемлокова Штольня». Актор зіграв Романа Годфрі — наполовину людини, наполовину вампіра. Після виходу серіалу у Білла з'явилося чимало фанатів, а юний актор з модельною зовнішністю став все частіше з'являтися на обкладинках відомих журналів, серед яких чоловіче видання Hero.
Першою вагомою роллю Білла в іноземному кіно стала роль в науково-фантастичному трилері «Аллегіант». Скашгорд зіграв Метью, працівника Бюро Генетичного Добробуту й одного з друзів Тріс (Шейлін Вудлі), який допоміг їй зупинити Бюро від використання Сироватки Пам'яті у своїх експериментах.
У серпні 2017 роки актор з'явився у другорядній ролі в бойовику «Атомна блондинка», головну роль в якій зіграла Шарліз Терон. Події фільму розгортаються в Берліні незабаром після руйнування сумнозвісної Стіни.
7 вересня 2017 року на українські екрани вийшов фільм жахів «Воно» за однойменним романом Стівена Кінга. Біллу дісталася роль клоуна Пеннівайза, який тероризує невелике містечко в штаті Мен. Зіграти Пеннівайза пропонували Марку Райленсу, Бену Мендельсону і Тіму Каррі, у якого вже був досвід гри в цьому образі в мінісеріалі 1990 року. Однак вибір зупинили все ж на Скашгорді, ознаменувавши цю подію виходом прес-релізу з фотосесією Білла в образі Пеннівайза.

## Особисте життя
Наприкінці 2015 Білл почав зустрічатися зі шведською актрисою Алідою Морберг, яка старша за нього на 5 років. 1 жовтня 2018 року Білл став батьком доньки.

## Факти
- За дивним збігом, через тиждень після виходу фільму «Воно», по всьому світу почали відбуватися дивні напади людей в костюмах клоунів, які докладно висвітлювалися в пресі. На творців фільму обрушився шквал критики, постраждалі безпосередньо звинувачували знімальну групу в тому, що трапилося. Хто стояв за цим насправді, досі не відомо.
- Актор зізнається, що вважає себе практично бездомним — він постійно перебуває або в стані «на валізах», або знімається в різних куточках планети.
- Цікаво, що у Швеції більше немає жодної родини з прізвищем Скашгорд. Дідусь актора придумав його сам в 40-і роки XX століття — в країні було засилля однакових прізвищ, і уряд сам заохочував людей на створення нових родових імен.

## Фільмографія
| Рік       |    | Українська назва               | Оригінальна назва                  | Роль                     |
| --------- | -- | ------------------------------ | ---------------------------------- | ------------------------ |
| 2000      | ф  | Лють білої води                | White Water Fury                   | Классе                   |
| 2002      | с  | Тато поліцейський              | Laura Trenter — Dad, the Policeman | Тоні                     |
| 2008      | кф |                                | Pigan brinner!                     | Тонарс-Носферату         |
| 2008      | ф  | Арн: Королівство в кінці шляху | Arn — The Kingdom at Road's End    | Ерік X Кнутссон          |
| 2009      | ф  | Космолузер                     | Kenny Begins                       | Понтус                   |
| 2009      | с  | Життя у Фагервіку              | Livet i Fagervik                   | Мартін                   |
| 2010      | ф  | У космосі почуттів не буває    | I rymden finns inga känslor        | Саймон                   |
| 2010      | ф  | За блакитними небесами         | Behind Blue Skies                  | Мартін                   |
| 2011      | ф  | Королівські коштовності        | Kronjuvelerna                      | Рікард Персон            |
| 2011      | ф  | Симон і дуби                   | Simon & the Oaks                   | Симон                    |
| 2012      | ф  | Анна Кареніна                  | Anna Karenina                      | капітан Махотін          |
| 2013      | ф  | Вікторія: Історія кохання      | Victoria                           | Отто                     |
| 2013—2015 | с  | Гемлекова штольня              | Hemlock Grove                      | Роман Годфрі             |
| 2016      | ф  | Аллегіант                      | The Divergent Series: Allegiant    | Метью                    |
| 2017      | ф  | Атомна блондинка               | Atomic Blonde                      | Меркель                  |
| 2017      | ф  | Воно                           | It                                 | Пеннівайз                |
| 2017      | ф  | Батл-Крик                      | Battlecreek                        | Генрі                    |
| 2017      | мф | Мумі-тролі і зимова казка      | Moomins and the Winter Wonderland  | Мумітроль                |
| 2018      | ф  | Нація убивць                   | Assassination Nation               | Марк                     |
| 2018      | ф  | Дедпул 2                       | Deadpool 2                         | Аксель Клуні / Zeitgeist |
| 2018—2019 | с  | Касл-Рок                       | Castle Rock                        | «Хлопець»                |
| 2019      | ф  | Злодії                         | Villains                           | Міккі                    |
| 2019      | ф  | Воно: Частина друга            | It: Chapter Two                    | Пеннівайз                |
| 2020      | ф  | Дев'ять днів                   | Nine Days                          | Кейн                     |
| 2020      | ф  | Диявол завжди тут              | The Devil All The Time             | Віллард Рассел           |
| 2020      | с  | Споріднені душі                | Soulmates                          | Матео                    |
| 2021      | ф  | Гола сингулярність             | Naked Singularity                  | Дейн                     |
| 2021      | ф  | Вічні                          | Eternals                           | Кро                      |
| 2022      | ф  | Варвар                         | Barbarian                          | Кіт Тошко                |
| 2022      | ф  | Спали всі мої листи            | Burn All My Letters                | Свен Стольпе             |
| 2022      | с  | Кларк                          | Clark                              | Кларк Улофссон           |
| 2023      | ф  | Джон Вік 4                     | John Wick: Chapter 4               | Маркіз Вінсент де Ґрамон |
| 2023      | ф  | Пробивний чувак                | Boy Kills World                    | Чувак                    |
| 2024      | ф  | Ворон                          | The Crow                           | Ерік Дрейвен / Ворон     |
| 2024      | ф  | Носферату                      | Nosferatu                          | Граф Орлок               |
| 2025      | ф  | Під замком                     | Locked                             | Едді Барріш              |
| 2026      | с  | Ласкаво просимо до Деррі       | IT: Welcome to Derry               | Пеннівайз                |
| 2026      | ф  | Смерть Робін Гуда              | The Death of Robin Hood            |                          |